# Łomnicka Przełęcz

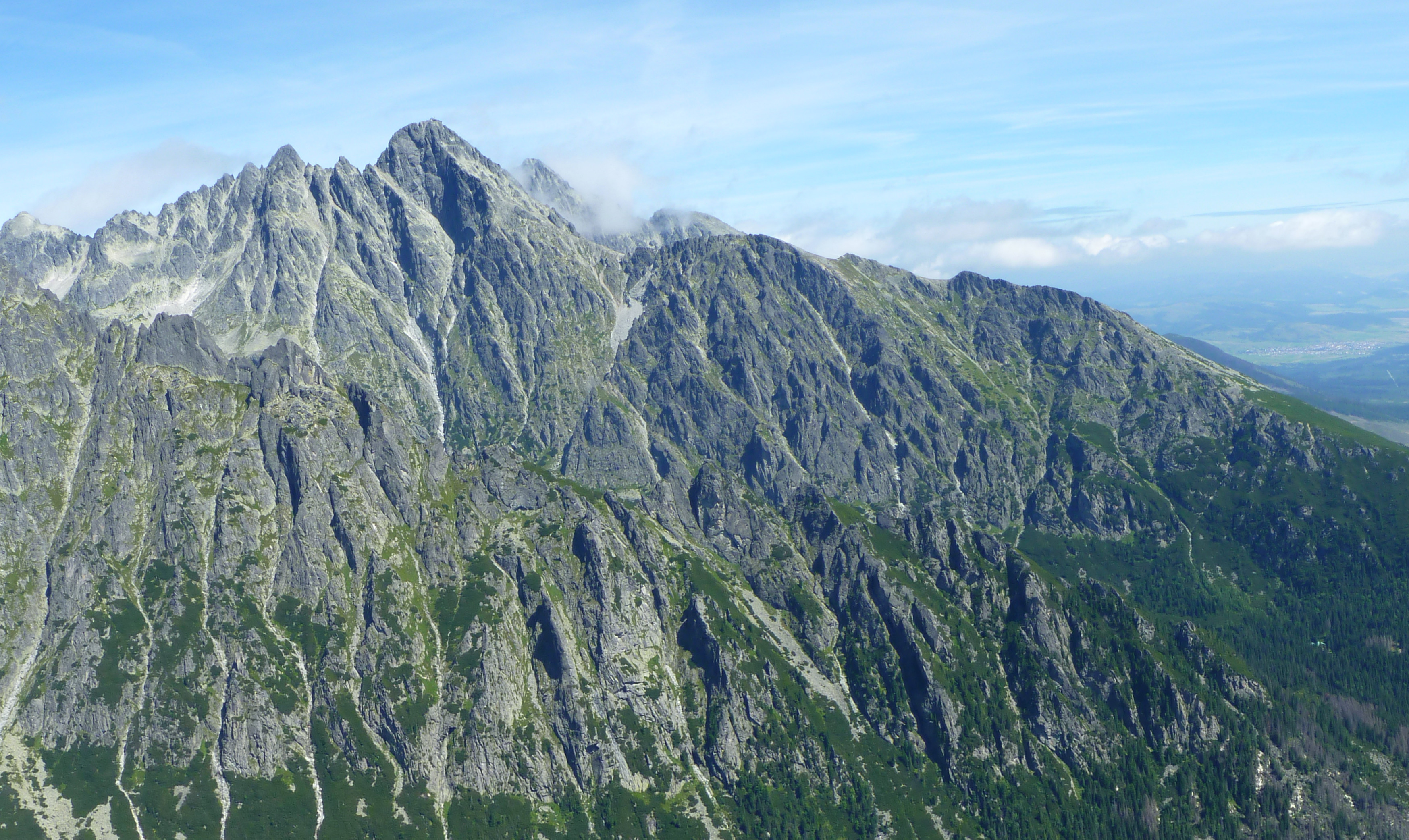
Łomnicka Przełęcz na prawo od Łomnicy

Łomnicka Przełęcz (słow. Lomnické sedlo, niem. Lomnitzer Sattel, węg. Lomnici-nyereg) – przełęcz położona na wysokości 2190 lub 2189 m n.p.m., pomiędzy Łomnicką Kopą a Wielką Łomnicką Basztą w bocznej grani odchodzącej na południe w wierzchołku Łomnicy od długiej południowo-wschodniej grani Wyżniego Baraniego Zwornika. Jest to jedna z najliczniej odwiedzanych przełęczy słowackich Tatr Wysokich, z racji swojej bardzo łatwej dostępności (w jej bezpośrednie sąsiedztwo prowadzi kolej krzesełkowa znad Łomnickiego Stawu). Z przełęczy poprowadzony jest stok narciarski, który biegnie zboczem Łomnickiej Grani. Z Łomnickiej Przełęczy można dostać się na Łomnicę, jednak jest to ścieżka nieznakowana, dostępna jedynie z uprawnionym przewodnikiem.

## Topografia
Zbocze zbiegające na wschód w stronę Doliny Łomnickiej nazywane jest Łomnickim Polem, natomiast w przeciwnym kierunku do Wielkiego Łomnickiego Ogrodu w Dolinie Małej Zimnej Wody z przełęczy opada Łomnicki Żleb. Odcinek grani na południe od przełęczy nosi nazwę Łomnickiej Grani, a znajdują się w niej kolejno:
- Wielka Łomnicka Baszta, Łomnicka Strażnica[4] (Veľká Lomnická veža, 2215 m),
- Wyżni Myśliwski Przechód (Vyšný Poľovnický priechod),
- Myśliwska Czuba (Poľovnický hrb),
- Myśliwska Przełęcz (Poľovnické sedlo),
- Mała Łomnicka Baszta (Veľký Lomnický hrb, 2081 m),
- Niżni Myśliwski Przechód (Nižný Poľovnický priechod),
- Zadnia Łomnicka Czuba (Prostredný Lomnický hrb, 1792 m),
- Skrajna Łomnicka Czuba (Lomnický hrb, 1604 m),
- Łomnicka Kazalnica (Lomnická kazateľnica, 1529 m)[3][5].

## Historia
Pierwsze wejścia turystyczne:
- Robert Townson i dwóch myśliwych ze spiskiej wsi Stara Leśna, 17 sierpnia 1793 r. – letnie,
- Franz Dénes, 5 lutego 1882 r. – zimowe[3].

Pierwszą koleją prowadzącą w rejon Łomnickiej Grani była kolej krzesełkowa wybudowana w latach 1957–59, wyprowadzająca znad Łomnickiego Stawu pod szczyt Wielkiej Łomnickiej Baszty. Kolej została otwarta przede wszystkim dla narciarzy, okazała się jednak niewystarczająca na ich potrzeby – stąd została zastąpiona od sezonu 1978/79 obecną koleją krzesełkową, której górna stacja jest położona na wysokości 2196 m, nieco powyżej przełęczy na zboczu Łomnickiej Kopy.
W okolicy przełęczy, na zachodnich stokach Wielkiej Łomnickiej Baszty, w 1968 r. wybudowano na potrzeby filmu Medená veža mały domek, który później oddano do dyspozycji TANAP-u.
Dawniej Łomnicką Przełęcz nazywano też Łomnickim Ramieniem.
W dniu 24 lipca 1975 r. około godziny 5 rano w rejonie przełęczy miał miejsce jeden z największych tatrzańskich obrywów skalnych w drugiej połowie XX w. Wielka turnia, usytuowana w Łomnickiej Grani nieco na południe od przełęczy, przechyliła się i runęła do Łomnickiego Żlebu, wywołując przy tym kamienną lawinę, której pojedyncze głazy dosięgnęły ścieżki ze szlakiem turystycznym na dnie Doliny Małej Zimnej Wody. Około godziny 10 w tym samym rejonie ruszyła kolejna, nieco mniejsza lawina kamienna. Naocznymi świadkami wydarzeń była trójka polskich taterników: Ewa Harasimowicz, Władysław Cywiński i Włodzimierz Stoiński.

## Szlaki turystyczne
– zielony szlak od Łomnickiego Stawu na Łomnicką Przełęcz (ten fragment nieczynny od 1990 r., zamiast pieszo pokonuje się go koleją), dalej od Łomnickiej Przełęczy biegnie wzdłuż Łomnickiej Grani na Wielką Łomnicką Basztę
- Czas przejścia z przełęczy na Wielką Łomnicką Basztę: 15 min, ↑ 15 min

Łomnicka Przełęcz stanowi punkt, przez który wiodą najprostsze nieznakowane drogi na Łomnicę. Nie jest ona natomiast dobrym połączeniem sąsiednich dolin – dogodniejsze jest przejście Magistralą Tatrzańską.